# Freedom Watch
Freedom Watch fue un programa de televisión estadounidense presentado por el juez Andrew Napolitano. Fue creado en febrero de 2009 como un programa en línea y transmitido originalmente por Internet una vez por semana. En septiembre de 2009, el programa comenzó a emitirse por Internet de 3 a 4 veces a la semana. Invitados frecuentes de la serie en línea incluyen el congresista Ron Paul, 
Lew Rockwell, y Peter Schiff. En mayo de 2010, se anunció que el show sería televisado por la cadena Fox Business. El primer episodio televisivo, conocido como "Tea Party Summit" ("Cumbre de la fiesta del té"), emitido el 12 de junio de 2010, contó con la presencia del congresista Ron Paul, la exgobernadora de Alaska, Sarah Palin, el que sería candidato republicano del Senado de EE. UU. el ahora senador por Kentucky Rand Paul, el gobernador de Pensilvania Ed Rendell, el senador Jim DeMint, la congresista Michele Bachmann y exlíder de la mayoría parlamentaria de EE. UU. Dick Armey. El 15 de noviembre de 2010, Freedom Watch comenzó nuevos episodios al aire de lunes a viernes a las 8:00 p. m. ET.